# Fabio Curto (album)
Fabio Curto è il secondo album in studio del cantante italiano Fabio Curto, pubblicato il 16 ottobre 2015 per l'etichetta Universal Music.